# Пагорби Львова

Па́горби Льво́ва належать до трьох геоморфологічних систем — Розточчя, Львівського плато (Львівської височини) та, згідно з деякими джерелами, Гологорів. При північних околицях міста починаються гряди Пасмового Побужжя. Різні географи по-своєму трактують межі цих височин. Зокрема, дехто вважає хребет, що тягнеться від Високого Замку до Чотових скель, Розточчям, дехто твердить, що Розточчя закінчується на Гицлевій горі тощо.

## Замкова гора

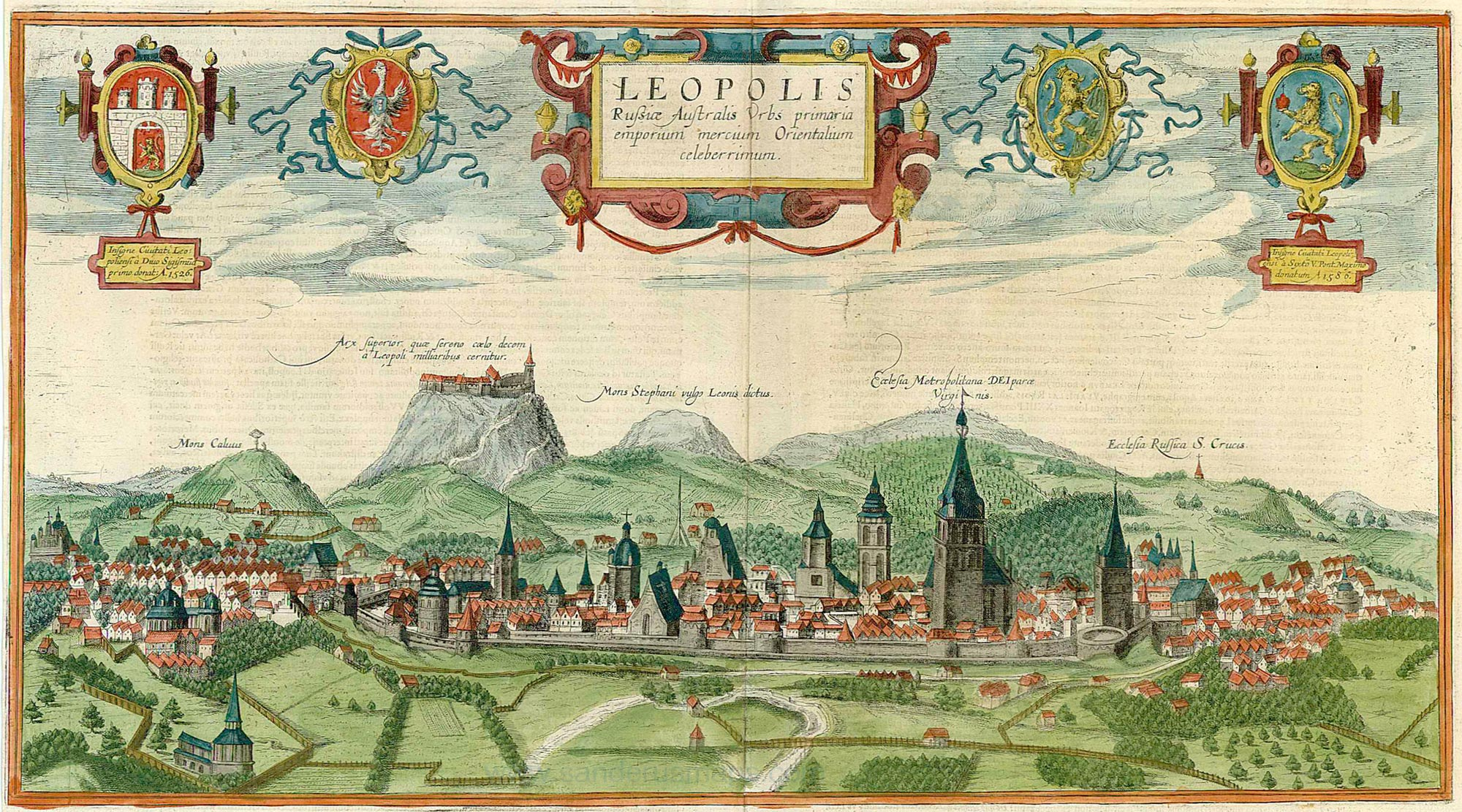
Панорама Гоґенберґа

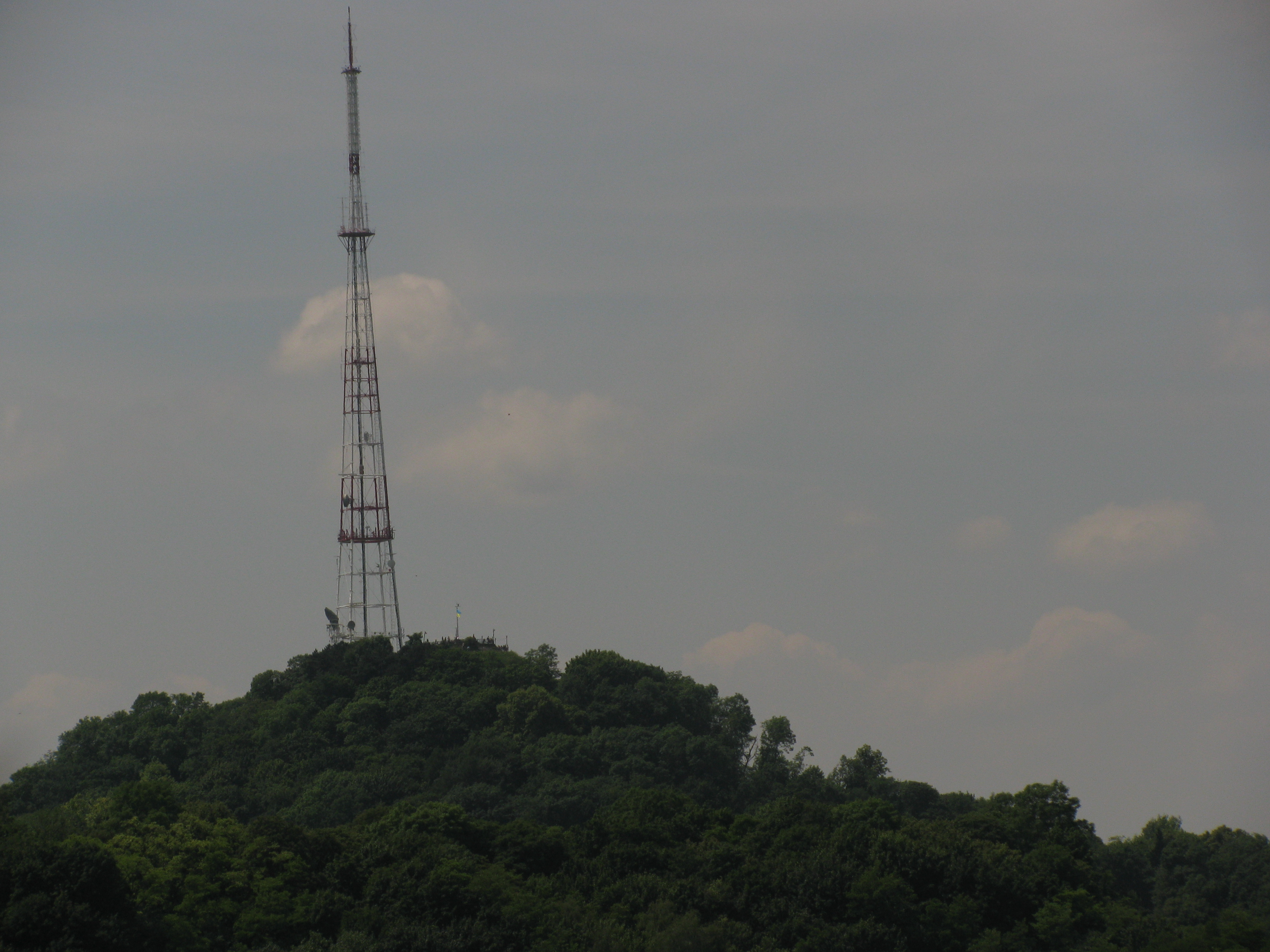
Замкова гора

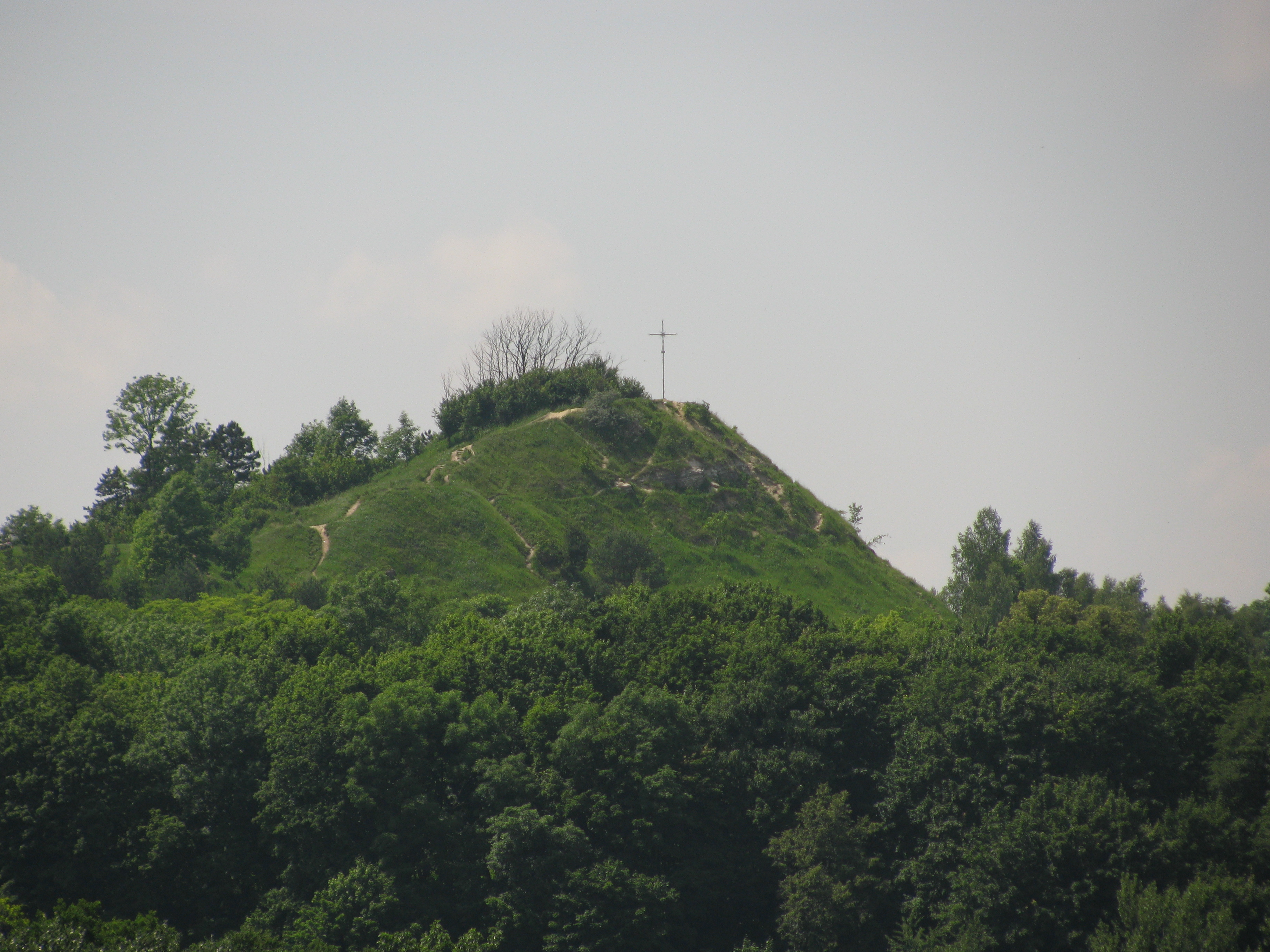
Гора Лева

Замкова гора — найвідоміший з-поміж львівських пагорбів — на ній стоїть Львівська телевежа, шпиль якої є найвищою точкою у місті. На Замковій горі розбитий парк «Високий Замок» з оглядовим майданчиком (розташований на насипаному впродовж 1869–1906 рр. копці Унії Люблінської). На цій горі був княжий Високий Замок, від якого сьогодні залишилися лише руїни південної стіни. Західніше Замкової раніше окремо здіймалася трохи нижча за неї Лиса гора (Кальварія), яку в першій половині ХІХ ст. заліснено, зрізано верх і з'єднано зі Замковою. 

## Гора Лева
Розташована за 394 м на південний схід від копця Люблінської унії. що на Високому Замку.
Існують перекази, що на цій горі стояв замок-палац князя Лева Даниловича, зруйнований поляками у 1340 р.: можливо, тому ця гора отримала свою назву. Історик Ісидор Шараневич стверджував, що на ній до 1647 року стояв Камінь Лева (зник у ХІХ ст.). Однак існування оборонної споруди на цій горі сумнівне. 
У XIV—XVII ст. в її околицях функціонував моровий цвинтар (для померлих від пошестей): також тут ховали нехрещених дітей. Поруч із цвинтарем у XIV—XV ст. закладено костел Св. Войцеха, покровителя нещасних (нинішня споруда з 1702. У 1704 в її приміщенні була штаб-квартира короля Карл XII. Нині тут міститься греко-католицька церква Святого Йосафата і Всіх Українських Мучеників).
Згодом на цю гору поширилася назва гора святого Стефана: на гравюрі (панорамі) Абрагама Гоґенберга за рисунком 1607–1608 років, автором якого вважають Аврелія Пассаротті, вказано: «гора Стефана, загально звана Левовою». Це сталося внаслідок колізії, пов'язаної з розмежуванням земельних угідь, що належали міській і королівській (замковій) юрисдикції. Віддавна горою Стефана офіційно називався пагорб над нинішньою Стрільницею; від його підніжжя й здійснювалось розмежовування ланів поміж містом і замком. Однак львівські міщани, аби збільшити площу міських володінь, перенесли розмежувальний знак, а з ним і назву гори на 400 м західніше. Доволі довго міщанам вдавалося дурити королівських ревізорів.
У ХІХ ст. у підніжжі Левової гори розроблялися піскові кар'єри, від чого вона отримала назву Піскова гора («Зандберг»). Проте завдяки рішучим протестам історика Ісидора Шараневича каменоломні на цій горі були ліквідовані. 
Оскільки ця місцевість була спустошена, гору почали називати Лисою горою (можливо, після заліснення у ХІХ ст. Кальварії). 
У 1904 біля північного підніжжя Левової гори було влаштовано луна-парк. Для його потреб було проведено трамвайну лінію, де курсував маршрут №12 (піднімався вулицями Лисенка - Гуцульською - Кривоноса).
Про Левову (Лису) гору складено багато легенд.
У 1989 р. на її вершині встановлено металевий хрест пам'яті полеглих воїнів в афганській війні. Нинішня її висота — 388 м над рівнем моря. 

## Вовча гора
Височіє поміж Левовою горою і пагорбами Кайзервальду, понад корпусом Обласної дитячої лікарні (на вулиці Лисенка). У XV-XVII ст. Вовча гора (або ж її західний мис ліворуч (якщо стояти на вулиці Лисенка) від будівлі Куркового братства) називалася горою святого Стефана. Загалом існує певна плутанина з топонімікою Вовчої гори — існують вказівки, що згодом у Середньовіччі вона звалася горою святого Войцеха, яку ідентифікують з давньою горою Стефана; у дохристиянські часи на ній існувало язичницьке капище. 
Після 1775 року сюди було перенесено Куркове братство, тому гора стала Стрільницькою.

## Змієва гора (Чернеча гора)

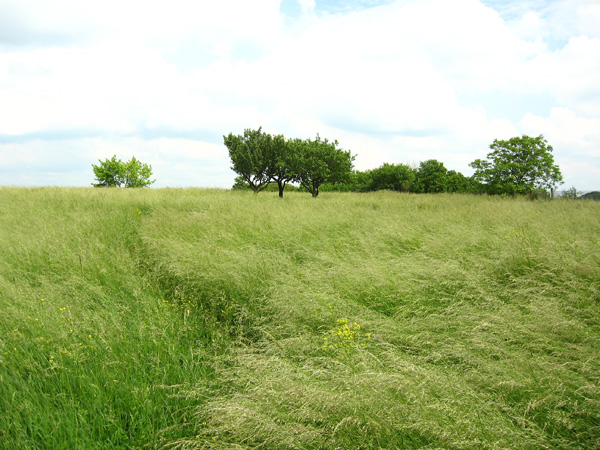
Гора Рід на Знесінні

Існує думка, що колись узгір'я Кайзервальду звалося Змієвою горою, від того, що в давні часи на ній жив змій, який тут зберігав яйце. У польських путівниках ХІХ—поч.ХХ ст. Змієвою часто іменували сусідню Вовчу гору. Також ці пагорби називали Кам'яними горами, бо на їхніх схилах було багато каменоломень та піщаних кар'єрів. Назва Кайзервальд з'явилася після приїзду до Львова у 1851 році кайзера Франца-Йозефа, для якого облаштували 3-кілометрову прогулянкову стежку на схилах пагорбів.
Найвища точка гірського пасма має висоту 377 м над рівнем моря. 
У дохристиянський період тут існувало капище, яке нині має назву «Святовидове поле». 
У 1914—1915 роках під час Першої світової війни тут тут вирубали ліс для опалення, оскільки була дуже холодна зима. У 1950-их місцевість заліснено знову.

## Гора Хом (Хомець)
На північний захід від Знесінських горбів : унікальна пам'ятка природи з залишками реліктового лугостепу. Вона є одним із найцінніших ботанічних об'єктів регіонального ландшафтного парку «Знесіння». Саме тут зупинилось поширення великого, так званого Рисського, заледеніння (100—200 тисяч років тому).

## Чортові скелі
У Винниківському лісопарку. Є найвищою вершиною в околицях Львова — 414 м над рівнем моря.

## Горби Розточчя в межах Львова
На захід від Замкової гори, за долиною Полтви, підносяться горби Розточчя.
Над старим єврейським кладовищем та нинішнім Краківським базаром височіє Гицлева гора (339 м над рівнем моря). Її ще називали горою Страт або Справедливості. На її схилі стоїть занедбаний обеліск на честь страчених тут учасників шляхетського повстання 1846 року Теофіла Вісьньовського та Йосифа Капустинського.
Від цієї гори тягнеться хребет, найвищою точкою якого є Кортумова гора над Янівським цвинтарем (379 м над рівнем моря). На два-три метри вища за неї ще одна Лиса гора, яка розташована у Брюховицькому лісі.

## Інші пагорби Львівського плато
Львівське Середмістя міститься у котловині (250–260 м над рівнем моря), де протікає річка Полтва та її притоки. Зараз вони усі сховані під землю. Котловина має вузький вихід на північ: між Замковою горою та горою Страт, і її оточують підковою узгір'я на краях плато — Львівської височини, що піднімається до 350 метрів над рівнем моря. Через цю височину та Розточчя проходить містом Головний європейський вододіл, що відділяє долину Полтви від басейнів річок Верещиці, Щирки, Зубри, Давидівки.
Всередині котловини височіє кілька горбів. Три з них — Каліча гора, гори Вроновських (Шембека, 325 м над рівнем моря), Пелчинська (Познанська, 326 м над рівнем моря) — утворюють комплекс Цитаделі. На схід від неї, у чотирикутнику вулиць Руставелі, Волоської, Тютюнників, Архипенка, розташована Скелька, східніше — гора Святого Яцка (334 м над рівнем моря). Північніше піднімається горб Личаківського цвинтаря (найвища точка — 359 м над рівнем моря). Ближче до центру міста, між вул. Пекарською, Тершаковців та Костя Левицького, височіє Шуманівка (321 м над рівнем моря).
А довкола котловини піднімаються пагорби Верхнього Личакова, Погулянки, Снопкова, Софіївки, Вульки, Кастелівки. Найвідомішою з них є Святоюрська гора з греко-католицьким кафедральним собором та митрополичими палатами на вершині (висота тераси — 321 м над рівнем моря).

## Використана література
- Мельник Ігор. Львівські вулиці і кам'яниці, мури, закамарки, передмістя та інші особливості Королівського столичного міста Галичини — Львів: Центр Європи, 2008. — 384 с.: 330 іл. — ISBN 978-966-7022-79-2.